# Lista di asteroidi (770001-771000)
Di seguito una lista di asteroidi dal numero 770001  al 771000 con data di scoperta e scopritore.

## 770001–770100
| Nome   | Designazione provvisoria | Data di scoperta  | Scopritore            |
| ------ | ------------------------ | ----------------- | --------------------- |
| 770001 | 2015 UT41                | 2 febbraio 2008   | Mount Lemmon Survey   |
| 770002 | 2015 UD44                | 6 dicembre 2011   | Pan-STARRS            |
| 770003 | 2015 UZ45                | 12 settembre 2015 | Pan-STARRS            |
| 770004 | 2015 US46                | 12 settembre 2015 | Pan-STARRS            |
| 770005 | 2015 UU47                | 18 ottobre 2015   | Pan-STARRS            |
| 770006 | 2015 UY47                | 18 ottobre 2015   | Pan-STARRS            |
| 770007 | 2015 UG48                | 22 novembre 2006  | Mount Lemmon Survey   |
| 770008 | 2015 UR48                | 18 ottobre 2015   | Pan-STARRS            |
| 770009 | 2015 UJ50                | 25 luglio 2014    | Pan-STARRS            |
| 770010 | 2015 UF51                | 29 aprile 2014    | Pan-STARRS            |
| 770011 | 2015 UL54                | 27 settembre 2006 | Spacewatch            |
| 770012 | 2015 UO55                | 18 aprile 2009    | Mount Lemmon Survey   |
| 770013 | 2015 UZ55                | 8 maggio 2014     | Pan-STARRS            |
| 770014 | 2015 UE56                | 6 dicembre 2011   | Pan-STARRS            |
| 770015 | 2015 UB57                | 19 ottobre 2015   | Pan-STARRS            |
| 770016 | 2015 UN57                | 11 settembre 2015 | Pan-STARRS            |
| 770017 | 2015 UZ58                | 9 ottobre 2015    | Pan-STARRS            |
| 770018 | 2015 UE59                | 2 gennaio 2012    | Mount Lemmon Survey   |
| 770019 | 2015 UE60                | 10 gennaio 2008   | Mount Lemmon Survey   |
| 770020 | 2015 UA65                | 31 dicembre 2007  | Spacewatch            |
| 770021 | 2015 UH66                | 31 luglio 2014    | Pan-STARRS            |
| 770022 | 2015 UL70                | 11 settembre 2015 | Pan-STARRS            |
| 770023 | 2015 UK72                | 8 maggio 2014     | Pan-STARRS            |
| 770024 | 2015 UY75                | 18 novembre 2011  | Mount Lemmon Survey   |
| 770025 | 2015 UR76                | 27 maggio 2014    | Pan-STARRS            |
| 770026 | 2015 US79                | 24 ottobre 2015   | Pan-STARRS            |
| 770027 | 2015 UY79                | 11 settembre 2015 | Pan-STARRS            |
| 770028 | 2015 UN80                | 26 dicembre 2011  | L. Bernasconi         |
| 770029 | 2015 UD81                | 24 ottobre 2015   | Pan-STARRS            |
| 770030 | 2015 UG81                | 29 dicembre 2011  | Mount Lemmon Survey   |
| 770031 | 2015 UT85                | 21 aprile 2012    | Pan-STARRS            |
| 770032 | 2015 UD86                | 24 ottobre 2015   | Pan-STARRS            |
| 770033 | 2015 US86                | 27 ottobre 2006   | CSS                   |
| 770034 | 2015 UG88                | 12 ottobre 2006   | Spacewatch            |
| 770035 | 2015 US88                | 27 gennaio 2012   | Mount Lemmon Survey   |
| 770036 | 2015 UY88                | 4 gennaio 2012    | Mount Lemmon Survey   |
| 770037 | 2015 UC89                | 28 agosto 2014    | Pan-STARRS            |
| 770038 | 2015 UW89                | 23 novembre 2011  | Mount Lemmon Survey   |
| 770039 | 2015 UU92                | 16 ottobre 2015   | Mount Lemmon Survey   |
| 770040 | 2015 UT94                | 23 ottobre 2015   | Pan-STARRS            |
| 770041 | 2015 UQ99                | 18 ottobre 2015   | Pan-STARRS            |
| 770042 | 2015 UR99                | 23 ottobre 2015   | Pan-STARRS            |
| 770043 | 2015 UA103               | 16 ottobre 2015   | Mount Lemmon Survey   |
| 770044 | 2015 UG103               | 23 ottobre 2015   | Mount Lemmon Survey   |
| 770045 | 2015 UF104               | 19 ottobre 2015   | Pan-STARRS            |
| 770046 | 2015 VO3                 | 1 novembre 2015   | Mount Lemmon Survey   |
| 770047 | 2015 VE9                 | 15 marzo 2013     | Mount Lemmon Survey   |
| 770048 | 2015 VW9                 | 10 settembre 2015 | Pan-STARRS            |
| 770049 | 2015 VX14                | 14 febbraio 2013  | Pan-STARRS            |
| 770050 | 2015 VE16                | 27 agosto 2006    | Spacewatch            |
| 770051 | 2015 VY16                | 4 dicembre 2010   | Z. Kuli, K. Sárneczky |
| 770052 | 2015 VS18                | 13 ottobre 2015   | Mount Lemmon Survey   |
| 770053 | 2015 VJ21                | 21 ottobre 2006   | Mount Lemmon Survey   |
| 770054 | 2015 VD23                | 12 settembre 2015 | Pan-STARRS            |
| 770055 | 2015 VV24                | 1 novembre 2015   | Mount Lemmon Survey   |
| 770056 | 2015 VR25                | 29 settembre 2010 | Mount Lemmon Survey   |
| 770057 | 2015 VA30                | 6 novembre 2010   | Mount Lemmon Survey   |
| 770058 | 2015 VJ31                | 16 ottobre 2015   | Spacewatch            |
| 770059 | 2015 VM31                | 3 ottobre 2015    | Mount Lemmon Survey   |
| 770060 | 2015 VD34                | 26 novembre 2005  | Mount Lemmon Survey   |
| 770061 | 2015 VR37                | 13 febbraio 2008  | Mount Lemmon Survey   |
| 770062 | 2015 VU41                | 21 ottobre 2015   | Pan-STARRS            |
| 770063 | 2015 VY50                | 25 luglio 2015    | Pan-STARRS            |
| 770064 | 2015 VJ53                | 24 ottobre 2011   | Pan-STARRS            |
| 770065 | 2015 VS53                | 8 marzo 2013      | Pan-STARRS            |
| 770066 | 2015 VE55                | 23 ottobre 2011   | Pan-STARRS            |
| 770067 | 2015 VB56                | 5 giugno 2014     | Pan-STARRS            |
| 770068 | 2015 VN68                | 19 agosto 2015    | L. Elenin             |
| 770069 | 2015 VO69                | 19 marzo 2013     | Pan-STARRS            |
| 770070 | 2015 VX70                | 3 novembre 2015   | Mount Lemmon Survey   |
| 770071 | 2015 VG72                | 21 ottobre 2015   | Pan-STARRS            |
| 770072 | 2015 VQ72                | 8 ottobre 2015    | Pan-STARRS            |
| 770073 | 2015 VW72                | 18 novembre 2011  | Mount Lemmon Survey   |
| 770074 | 2015 VM76                | 5 settembre 2008  | Spacewatch            |
| 770075 | 2015 VJ77                | 8 luglio 2014     | Pan-STARRS            |
| 770076 | 2015 VB79                | 9 settembre 2015  | Pan-STARRS            |
| 770077 | 2015 VJ79                | 12 ottobre 2015   | Pan-STARRS            |
| 770078 | 2015 VR81                | 9 settembre 2015  | Pan-STARRS            |
| 770079 | 2015 VQ83                | 18 ottobre 2015   | Pan-STARRS            |
| 770080 | 2015 VE87                | 13 agosto 2010    | Spacewatch            |
| 770081 | 2015 VK89                | 24 ottobre 2011   | Pan-STARRS            |
| 770082 | 2015 VW93                | 16 ottobre 2015   | Spacewatch            |
| 770083 | 2015 VF94                | 14 ottobre 2001   | LINEAR                |
| 770084 | 2015 VN96                | 7 novembre 2015   | Pan-STARRS            |
| 770085 | 2015 VD97                | 9 settembre 2015  | Pan-STARRS            |
| 770086 | 2015 VY100               | 9 settembre 2015  | Pan-STARRS            |
| 770087 | 2015 VQ103               | 9 ottobre 2015    | Pan-STARRS            |
| 770088 | 2015 VC104               | 2 ottobre 2006    | Mount Lemmon Survey   |
| 770089 | 2015 VR106               | 11 settembre 2015 | Pan-STARRS            |
| 770090 | 2015 VJ108               | 27 novembre 2011  | Spacewatch            |
| 770091 | 2015 VL109               | 18 aprile 2009    | Mount Lemmon Survey   |
| 770092 | 2015 VM110               | 16 ottobre 2015   | PMO NEO               |
| 770093 | 2015 VD112               | 10 ottobre 2015   | Pan-STARRS            |
| 770094 | 2015 VR112               | 3 ottobre 2002    | CINEOS                |
| 770095 | 2015 VB113               | 21 maggio 2014    | Pan-STARRS            |
| 770096 | 2015 VV114               | 28 settembre 2006 | Spacewatch            |
| 770097 | 2015 VZ120               | 10 dicembre 2002  | LINEAR                |
| 770098 | 2015 VL121               | 6 maggio 2014     | Pan-STARRS            |
| 770099 | 2015 VL123               | 7 novembre 2015   | Mount Lemmon Survey   |
| 770100 | 2015 VE124               | 16 ottobre 2015   | Mount Lemmon Survey   |

## 770101–770200
| Nome   | Designazione provvisoria | Data di scoperta  | Scopritore             |
| ------ | ------------------------ | ----------------- | ---------------------- |
| 770101 | 2015 VW125               | 10 settembre 2015 | Pan-STARRS             |
| 770102 | 2015 VT128               | 2 novembre 2015   | Pan-STARRS             |
| 770103 | 2015 VH131               | 18 novembre 2011  | Mount Lemmon Survey    |
| 770104 | 2015 VF132               | 6 dicembre 2011   | Pan-STARRS             |
| 770105 | 2015 VK136               | 3 novembre 2015   | Mount Lemmon Survey    |
| 770106 | 2015 VR139               | 2 febbraio 2008   | Spacewatch             |
| 770107 | 2015 VY139               | 7 novembre 2015   | Pan-STARRS             |
| 770108 | 2015 VM146               | 25 luglio 2014    | Pan-STARRS             |
| 770109 | 2015 VL147               | 3 agosto 2014     | Pan-STARRS             |
| 770110 | 2015 VU153               | 24 settembre 2015 | Mount Lemmon Survey    |
| 770111 | 2015 VV153               | 19 novembre 2006  | Spacewatch             |
| 770112 | 2015 VC154               | 3 novembre 2015   | Mount Lemmon Survey    |
| 770113 | 2015 VL154               | 7 novembre 2015   | Mount Lemmon Survey    |
| 770114 | 2015 VQ154               | 7 novembre 2015   | Pan-STARRS             |
| 770115 | 2015 VF155               | 14 novembre 2015  | Mount Lemmon Survey    |
| 770116 | 2015 VZ155               | 19 gennaio 2012   | Pan-STARRS             |
| 770117 | 2015 VP156               | 19 ottobre 2011   | Mount Lemmon Survey    |
| 770118 | 2015 VU156               | 7 novembre 2015   | Mount Lemmon Survey    |
| 770119 | 2015 VY156               | 12 novembre 2015  | Mount Lemmon Survey    |
| 770120 | 2015 VX157               | 3 novembre 2015   | Mount Lemmon Survey    |
| 770121 | 2015 VA158               | 31 marzo 2008     | Spacewatch             |
| 770122 | 2015 VU158               | 17 settembre 2006 | Spacewatch             |
| 770123 | 2015 VS159               | 26 ottobre 2011   | Pan-STARRS             |
| 770124 | 2015 VU159               | 3 novembre 2015   | Mount Lemmon Survey    |
| 770125 | 2015 VC160               | 19 gennaio 2012   | Spacewatch             |
| 770126 | 2015 VF160               | 19 ottobre 2010   | Mount Lemmon Survey    |
| 770127 | 2015 VM160               | 7 novembre 2015   | ESA OGS                |
| 770128 | 2015 VZ160               | 9 febbraio 2008   | Spacewatch             |
| 770129 | 2015 VP161               | 7 novembre 2015   | Mount Lemmon Survey    |
| 770130 | 2015 VR161               | 7 novembre 2015   | Mount Lemmon Survey    |
| 770131 | 2015 VU161               | 26 gennaio 2012   | Pan-STARRS             |
| 770132 | 2015 VJ162               | 28 luglio 2014    | Pan-STARRS             |
| 770133 | 2015 VL163               | 16 novembre 2006  | Spacewatch             |
| 770134 | 2015 VZ173               | 14 aprile 2008    | Mount Lemmon Survey    |
| 770135 | 2015 VO174               | 14 novembre 2015  | Mount Lemmon Survey    |
| 770136 | 2015 VT174               | 3 novembre 2015   | Mount Lemmon Survey    |
| 770137 | 2015 VJ175               | 2 novembre 2015   | Mount Lemmon Survey    |
| 770138 | 2015 VH178               | 2 novembre 2015   | Mount Lemmon Survey    |
| 770139 | 2015 VZ179               | 14 novembre 2015  | Mount Lemmon Survey    |
| 770140 | 2015 VB185               | 2 novembre 2015   | Pan-STARRS             |
| 770141 | 2015 VC185               | 3 novembre 2015   | Mount Lemmon Survey    |
| 770142 | 2015 VD185               | 7 novembre 2015   | Mount Lemmon Survey    |
| 770143 | 2015 VJ185               | 10 novembre 2015  | Mount Lemmon Survey    |
| 770144 | 2015 VY186               | 6 novembre 2015   | Pan-STARRS             |
| 770145 | 2015 VG190               | 2 novembre 2015   | Pan-STARRS             |
| 770146 | 2015 VG192               | 13 novembre 2015  | Mount Lemmon Survey    |
| 770147 | 2015 VN201               | 12 novembre 2015  | Mount Lemmon Survey    |
| 770148 | 2015 VH205               | 9 novembre 2015   | Mount Lemmon Survey    |
| 770149 | 2015 VX211               | 23 settembre 2015 | Pan-STARRS             |
| 770150 | 2015 VH212               | 1 novembre 2015   | Pan-STARRS             |
| 770151 | 2015 VP225               | 14 novembre 2015  | Mount Lemmon Survey    |
| 770152 | 2015 WV2                 | 20 luglio 2004    | SSS                    |
| 770153 | 2015 WB7                 | 12 novembre 2015  | Mount Lemmon Survey    |
| 770154 | 2015 WC7                 | 20 agosto 2014    | Pan-STARRS             |
| 770155 | 2015 WS10                | 24 dicembre 2011  | Mount Lemmon Survey    |
| 770156 | 2015 WT13                | 2 febbraio 2008   | Mount Lemmon Survey    |
| 770157 | 2015 WN18                | 6 aprile 2008     | Mount Lemmon Survey    |
| 770158 | 2015 WR18                | 12 luglio 2013    | Pan-STARRS             |
| 770159 | 2015 WQ20                | 3 febbraio 2012   | Mount Lemmon Survey    |
| 770160 | 2015 WV21                | 1 luglio 2014     | Pan-STARRS             |
| 770161 | 2015 WG23                | 20 novembre 2015  | Mount Lemmon Survey    |
| 770162 | 2015 WL24                | 24 ottobre 2015   | Mount Lemmon Survey    |
| 770163 | 2015 WD28                | 18 novembre 2015  | Pan-STARRS             |
| 770164 | 2015 WK28                | 22 novembre 2015  | Mount Lemmon Survey    |
| 770165 | 2015 WN28                | 17 novembre 2015  | Pan-STARRS             |
| 770166 | 2015 WS28                | 21 novembre 2015  | Mount Lemmon Survey    |
| 770167 | 2015 WG29                | 22 novembre 2015  | Mount Lemmon Survey    |
| 770168 | 2015 WV29                | 22 novembre 2015  | Mount Lemmon Survey    |
| 770169 | 2015 WQ32                | 18 novembre 2015  | Spacewatch             |
| 770170 | 2015 XJ4                 | 30 maggio 2006    | Mount Lemmon Survey    |
| 770171 | 2015 XO4                 | 26 gennaio 2012   | Mount Lemmon Survey    |
| 770172 | 2015 XD5                 | 19 gennaio 2012   | Spacewatch             |
| 770173 | 2015 XX7                 | 17 novembre 2006  | Mount Lemmon Survey    |
| 770174 | 2015 XS9                 | 1 settembre 2010  | Mount Lemmon Survey    |
| 770175 | 2015 XC10                | 22 agosto 2015    | D. Jones, O. Vaduvescu |
| 770176 | 2015 XR12                | 6 dicembre 2011   | Pan-STARRS             |
| 770177 | 2015 XT12                | 23 settembre 2015 | Pan-STARRS             |
| 770178 | 2015 XQ13                | 10 ottobre 2015   | Pan-STARRS             |
| 770179 | 2015 XX14                | 31 dicembre 2011  | Spacewatch             |
| 770180 | 2015 XK15                | 7 novembre 2015   | Pan-STARRS             |
| 770181 | 2015 XE16                | 22 ottobre 2006   | Spacewatch             |
| 770182 | 2015 XJ18                | 8 ottobre 2015    | Pan-STARRS             |
| 770183 | 2015 XF20                | 16 novembre 2006  | Mount Lemmon Survey    |
| 770184 | 2015 XX28                | 8 ottobre 2015    | Pan-STARRS             |
| 770185 | 2015 XL29                | 8 ottobre 2015    | Pan-STARRS             |
| 770186 | 2015 XC30                | 13 novembre 2015  | Spacewatch             |
| 770187 | 2015 XF30                | 26 gennaio 2012   | Mount Lemmon Survey    |
| 770188 | 2015 XM33                | 1 novembre 2015   | Spacewatch             |
| 770189 | 2015 XS33                | 18 giugno 2014    | Pan-STARRS             |
| 770190 | 2015 XD34                | 17 novembre 2006  | Mount Lemmon Survey    |
| 770191 | 2015 XM36                | 27 giugno 2014    | Pan-STARRS             |
| 770192 | 2015 XC38                | 1 settembre 2010  | Mount Lemmon Survey    |
| 770193 | 2015 XQ38                | 2 dicembre 2015   | Pan-STARRS             |
| 770194 | 2015 XC39                | 2 dicembre 2015   | Pan-STARRS             |
| 770195 | 2015 XA41                | 12 maggio 2013    | Pan-STARRS             |
| 770196 | 2015 XL44                | 18 novembre 2015  | Pan-STARRS             |
| 770197 | 2015 XX45                | 9 ottobre 2015    | Pan-STARRS             |
| 770198 | 2015 XH48                | 4 gennaio 2012    | Spacewatch             |
| 770199 | 2015 XO50                | 17 novembre 2015  | Pan-STARRS             |
| 770200 | 2015 XQ54                | 10 ottobre 2015   | Pan-STARRS             |

## 770201–770300
| Nome   | Designazione provvisoria | Data di scoperta  | Scopritore                          |
| ------ | ------------------------ | ----------------- | ----------------------------------- |
| 770201 | 2015 XR56                | 16 settembre 2010 | Mount Lemmon Survey                 |
| 770202 | 2015 XV61                | 7 maggio 2014     | Pan-STARRS                          |
| 770203 | 2015 XR65                | 19 ottobre 2006   | CSS                                 |
| 770204 | 2015 XF67                | 4 giugno 2014     | Pan-STARRS                          |
| 770205 | 2015 XR70                | 15 ottobre 2015   | Pan-STARRS                          |
| 770206 | 2015 XU70                | 27 novembre 2011  | Mount Lemmon Survey                 |
| 770207 | 2015 XY70                | 23 ottobre 2006   | Spacewatch                          |
| 770208 | 2015 XA71                | 10 ottobre 2015   | Pan-STARRS                          |
| 770209 | 2015 XP72                | 22 agosto 2014    | Pan-STARRS                          |
| 770210 | 2015 XQ81                | 19 gennaio 2012   | Mount Lemmon Survey                 |
| 770211 | 2015 XJ85                | 1 luglio 2014     | Pan-STARRS                          |
| 770212 | 2015 XO85                | 3 aprile 2008     | Mount Lemmon Survey                 |
| 770213 | 2015 XS88                | 18 giugno 2010    | Mount Lemmon Survey                 |
| 770214 | 2015 XT89                | 4 dicembre 2015   | Pan-STARRS                          |
| 770215 | 2015 XT90                | 4 dicembre 2015   | Pan-STARRS                          |
| 770216 | 2015 XU90                | 4 dicembre 2015   | Pan-STARRS                          |
| 770217 | 2015 XG93                | 17 settembre 2010 | Mount Lemmon Survey                 |
| 770218 | 2015 XB94                | 8 ottobre 2015    | Pan-STARRS                          |
| 770219 | 2015 XA98                | 11 novembre 2006  | CSS                                 |
| 770220 | 2015 XF100               | 4 dicembre 2015   | Pan-STARRS                          |
| 770221 | 2015 XX102               | 31 marzo 2008     | Mount Lemmon Survey                 |
| 770222 | 2015 XH106               | 23 novembre 2006  | Mount Lemmon Survey                 |
| 770223 | 2015 XO106               | 27 dicembre 2011  | Spacewatch                          |
| 770224 | 2015 XX107               | 18 gennaio 2012   | Mount Lemmon Survey                 |
| 770225 | 2015 XS109               | 27 giugno 2014    | Pan-STARRS                          |
| 770226 | 2015 XZ109               | 4 dicembre 2015   | Pan-STARRS                          |
| 770227 | 2015 XH110               | 23 febbraio 2012  | Mount Lemmon Survey                 |
| 770228 | 2015 XW113               | 12 aprile 2013    | Pan-STARRS                          |
| 770229 | 2015 XZ116               | 4 dicembre 2015   | Pan-STARRS                          |
| 770230 | 2015 XN118               | 6 agosto 2014     | Pan-STARRS                          |
| 770231 | 2015 XG119               | 4 dicembre 2015   | Pan-STARRS                          |
| 770232 | 2015 XH119               | 4 dicembre 2015   | Pan-STARRS                          |
| 770233 | 2015 XS119               | 19 ottobre 2015   | Pan-STARRS                          |
| 770234 | 2015 XG120               | 4 gennaio 2012    | Mount Lemmon Survey                 |
| 770235 | 2015 XJ120               | 28 aprile 2009    | Mount Lemmon Survey                 |
| 770236 | 2015 XN127               | 16 settembre 2010 | Spacewatch                          |
| 770237 | 2015 XA128               | 4 dicembre 2015   | Pan-STARRS                          |
| 770238 | 2015 XM131               | 17 settembre 2009 | Osservatorio astronomico di Maiorca |
| 770239 | 2015 XF132               | 22 novembre 2015  | Mount Lemmon Survey                 |
| 770240 | 2015 XR134               | 3 agosto 2014     | Pan-STARRS                          |
| 770241 | 2015 XF135               | 23 settembre 2015 | Pan-STARRS                          |
| 770242 | 2015 XT135               | 14 novembre 2006  | Mount Lemmon Survey                 |
| 770243 | 2015 XC137               | 18 gennaio 2012   | Mount Lemmon Survey                 |
| 770244 | 2015 XQ138               | 9 novembre 2015   | Mount Lemmon Survey                 |
| 770245 | 2015 XM141               | 18 settembre 2010 | Spacewatch                          |
| 770246 | 2015 XM142               | 4 febbraio 2006   | Mount Lemmon Survey                 |
| 770247 | 2015 XU143               | 10 novembre 2009  | Mount Lemmon Survey                 |
| 770248 | 2015 XH144               | 22 novembre 2015  | Mount Lemmon Survey                 |
| 770249 | 2015 XQ144               | 24 giugno 2014    | Pan-STARRS                          |
| 770250 | 2015 XJ146               | 5 dicembre 2010   | Spacewatch                          |
| 770251 | 2015 XU151               | 8 novembre 2015   | Mount Lemmon Survey                 |
| 770252 | 2015 XV151               | 31 maggio 2014    | Pan-STARRS                          |
| 770253 | 2015 XY153               | 26 dicembre 2011  | Mount Lemmon Survey                 |
| 770254 | 2015 XQ158               | 5 dicembre 2015   | Pan-STARRS                          |
| 770255 | 2015 XE160               | 28 dicembre 2011  | Mount Lemmon Survey                 |
| 770256 | 2015 XJ161               | 9 novembre 2015   | Mount Lemmon Survey                 |
| 770257 | 2015 XQ161               | 9 settembre 2015  | Pan-STARRS                          |
| 770258 | 2015 XU161               | 28 novembre 2011  | Mount Lemmon Survey                 |
| 770259 | 2015 XU162               | 18 dicembre 2007  | Mount Lemmon Survey                 |
| 770260 | 2015 XZ162               | 5 dicembre 2015   | Pan-STARRS                          |
| 770261 | 2015 XB164               | 12 settembre 2015 | Pan-STARRS                          |
| 770262 | 2015 XW164               | 10 gennaio 2008   | Spacewatch                          |
| 770263 | 2015 XZ166               | 5 dicembre 2015   | Pan-STARRS                          |
| 770264 | 2015 XL176               | 13 novembre 2015  | Mount Lemmon Survey                 |
| 770265 | 2015 XZ178               | 3 luglio 2014     | Pan-STARRS                          |
| 770266 | 2015 XF181               | 8 luglio 2014     | Pan-STARRS                          |
| 770267 | 2015 XP183               | 13 aprile 2013    | Pan-STARRS                          |
| 770268 | 2015 XW184               | 29 dicembre 2011  | Spacewatch                          |
| 770269 | 2015 XQ186               | 1 dicembre 2015   | Pan-STARRS                          |
| 770270 | 2015 XX186               | 28 giugno 2014    | Pan-STARRS                          |
| 770271 | 2015 XL189               | 30 aprile 2014    | Pan-STARRS                          |
| 770272 | 2015 XA193               | 19 novembre 2015  | Spacewatch                          |
| 770273 | 2015 XZ193               | 12 ottobre 2010   | Spacewatch                          |
| 770274 | 2015 XA195               | 14 gennaio 2012   | Mount Lemmon Survey                 |
| 770275 | 2015 XM195               | 6 dicembre 2015   | Mount Lemmon Survey                 |
| 770276 | 2015 XL198               | 23 febbraio 2012  | Mount Lemmon Survey                 |
| 770277 | 2015 XC199               | 25 maggio 2014    | Pan-STARRS                          |
| 770278 | 2015 XN199               | 10 ottobre 2010   | PTF                                 |
| 770279 | 2015 XD200               | 6 dicembre 2015   | Pan-STARRS                          |
| 770280 | 2015 XP201               | 7 febbraio 2008   | Spacewatch                          |
| 770281 | 2015 XF202               | 16 novembre 2006  | Mount Lemmon Survey                 |
| 770282 | 2015 XK202               | 2 luglio 2014     | Pan-STARRS                          |
| 770283 | 2015 XP204               | 14 ottobre 2001   | Spacewatch                          |
| 770284 | 2015 XT209               | 30 giugno 2014    | Pan-STARRS                          |
| 770285 | 2015 XD212               | 20 agosto 2014    | Pan-STARRS                          |
| 770286 | 2015 XH212               | 17 ottobre 2010   | Mount Lemmon Survey                 |
| 770287 | 2015 XM212               | 20 novembre 2006  | Spacewatch                          |
| 770288 | 2015 XW212               | 3 gennaio 2009    | Spacewatch                          |
| 770289 | 2015 XA213               | 3 dicembre 2015   | Mount Lemmon Survey                 |
| 770290 | 2015 XD213               | 22 novembre 2015  | Mount Lemmon Survey                 |
| 770291 | 2015 XT215               | 3 dicembre 2015   | Mount Lemmon Survey                 |
| 770292 | 2015 XX215               | 22 novembre 2015  | Mount Lemmon Survey                 |
| 770293 | 2015 XO216               | 18 novembre 2006  | Spacewatch                          |
| 770294 | 2015 XB217               | 22 novembre 2015  | Mount Lemmon Survey                 |
| 770295 | 2015 XQ217               | 18 aprile 2012    | Spacewatch                          |
| 770296 | 2015 XF220               | 9 ottobre 2010    | Spacewatch                          |
| 770297 | 2015 XL220               | 4 settembre 2010  | Spacewatch                          |
| 770298 | 2015 XJ221               | 6 dicembre 2015   | Pan-STARRS                          |
| 770299 | 2015 XK222               | 12 ottobre 2010   | Mount Lemmon Survey                 |
| 770300 | 2015 XQ223               | 22 novembre 2015  | Mount Lemmon Survey                 |

## 770301–770400
| Nome   | Designazione provvisoria | Data di scoperta  | Scopritore          |
| ------ | ------------------------ | ----------------- | ------------------- |
| 770301 | 2015 XV223               | 22 novembre 2015  | Mount Lemmon Survey |
| 770302 | 2015 XO229               | 27 gennaio 2012   | Mount Lemmon Survey |
| 770303 | 2015 XB232               | 13 marzo 2013     | M. W. Buie          |
| 770304 | 2015 XM236               | 6 dicembre 2015   | Pan-STARRS          |
| 770305 | 2015 XU240               | 6 dicembre 2015   | Pan-STARRS          |
| 770306 | 2015 XM242               | 20 agosto 2014    | Pan-STARRS          |
| 770307 | 2015 XN246               | 21 ottobre 2006   | Mount Lemmon Survey |
| 770308 | 2015 XD248               | 20 aprile 2009    | Spacewatch          |
| 770309 | 2015 XH248               | 2 novembre 2015   | Pan-STARRS          |
| 770310 | 2015 XT250               | 7 dicembre 2015   | Pan-STARRS          |
| 770311 | 2015 XC252               | 7 dicembre 2015   | Pan-STARRS          |
| 770312 | 2015 XL255               | 24 giugno 2014    | Spacewatch          |
| 770313 | 2015 XS257               | 7 dicembre 2015   | Pan-STARRS          |
| 770314 | 2015 XG265               | 3 agosto 2014     | Pan-STARRS          |
| 770315 | 2015 XD266               | 12 novembre 2015  | Mount Lemmon Survey |
| 770316 | 2015 XN266               | 2 ottobre 2006    | Mount Lemmon Survey |
| 770317 | 2015 XY266               | 22 novembre 2015  | Mount Lemmon Survey |
| 770318 | 2015 XY268               | 3 dicembre 2015   | Mount Lemmon Survey |
| 770319 | 2015 XO270               | 24 giugno 2014    | Pan-STARRS          |
| 770320 | 2015 XC274               | 9 febbraio 2008   | Mount Lemmon Survey |
| 770321 | 2015 XJ277               | 12 aprile 2013    | Pan-STARRS          |
| 770322 | 2015 XX277               | 25 luglio 2014    | Pan-STARRS          |
| 770323 | 2015 XF279               | 12 aprile 2013    | Pan-STARRS          |
| 770324 | 2015 XK281               | 9 giugno 2008     | Spacewatch          |
| 770325 | 2015 XU282               | 16 aprile 2013    | Pan-STARRS          |
| 770326 | 2015 XP289               | 3 maggio 2008     | Mount Lemmon Survey |
| 770327 | 2015 XJ290               | 27 gennaio 2012   | Mount Lemmon Survey |
| 770328 | 2015 XE296               | 7 dicembre 2015   | Pan-STARRS          |
| 770329 | 2015 XZ297               | 11 ottobre 2010   | Mount Lemmon Survey |
| 770330 | 2015 XU300               | 19 settembre 2015 | Pan-STARRS          |
| 770331 | 2015 XC305               | 10 aprile 2013    | Pan-STARRS          |
| 770332 | 2015 XH305               | 21 marzo 2013     | M. Ory              |
| 770333 | 2015 XJ306               | 10 ottobre 2010   | Spacewatch          |
| 770334 | 2015 XD309               | 17 aprile 2013    | CTIO-DECam          |
| 770335 | 2015 XP309               | 23 settembre 2015 | Pan-STARRS          |
| 770336 | 2015 XZ310               | 24 dicembre 2011  | Mount Lemmon Survey |
| 770337 | 2015 XG312               | 8 novembre 2015   | ESA OGS             |
| 770338 | 2015 XL312               | 28 luglio 2014    | Pan-STARRS          |
| 770339 | 2015 XM312               | 10 gennaio 2011   | Mount Lemmon Survey |
| 770340 | 2015 XU312               | 23 agosto 2014    | Pan-STARRS          |
| 770341 | 2015 XF316               | 20 agosto 2014    | Pan-STARRS          |
| 770342 | 2015 XX324               | 1 febbraio 2012   | Mount Lemmon Survey |
| 770343 | 2015 XB326               | 8 dicembre 2015   | Mount Lemmon Survey |
| 770344 | 2015 XE326               | 15 ottobre 2001   | Spacewatch          |
| 770345 | 2015 XW326               | 31 ottobre 2010   | Mount Lemmon Survey |
| 770346 | 2015 XK328               | 17 settembre 2006 | Spacewatch          |
| 770347 | 2015 XJ335               | 20 maggio 2014    | Pan-STARRS          |
| 770348 | 2015 XU335               | 8 dicembre 2015   | Pan-STARRS          |
| 770349 | 2015 XO337               | 8 dicembre 2015   | Pan-STARRS          |
| 770350 | 2015 XA339               | 8 dicembre 2015   | Pan-STARRS          |
| 770351 | 2015 XB343               | 17 ottobre 2010   | Mount Lemmon Survey |
| 770352 | 2015 XU346               | 28 agosto 2014    | Pan-STARRS          |
| 770353 | 2015 XZ347               | 25 febbraio 2012  | Mount Lemmon Survey |
| 770354 | 2015 XY350               | 27 novembre 2011  | Spacewatch          |
| 770355 | 2015 XD353               | 28 luglio 2014    | Pan-STARRS          |
| 770356 | 2015 XB360               | 17 settembre 2010 | Mount Lemmon Survey |
| 770357 | 2015 XD369               | 28 ottobre 2010   | Mount Lemmon Survey |
| 770358 | 2015 XJ369               | 1 febbraio 2012   | Mount Lemmon Survey |
| 770359 | 2015 XA370               | 10 ottobre 2010   | Mount Lemmon Survey |
| 770360 | 2015 XD371               | 22 agosto 2014    | Pan-STARRS          |
| 770361 | 2015 XJ371               | 28 agosto 2014    | Pan-STARRS          |
| 770362 | 2015 XK375               | 29 giugno 2014    | Pan-STARRS          |
| 770363 | 2015 XS375               | 12 dicembre 2015  | Pan-STARRS          |
| 770364 | 2015 XA376               | 16 settembre 2006 | CSS                 |
| 770365 | 2015 XS380               | 5 ottobre 2002    | SDSS Collaboration  |
| 770366 | 2015 XV381               | 19 settembre 2015 | Pan-STARRS          |
| 770367 | 2015 XM390               | 25 febbraio 2011  | Mount Lemmon Survey |
| 770368 | 2015 XO390               | 7 dicembre 2015   | Pan-STARRS          |
| 770369 | 2015 XT390               | 17 febbraio 2012  | R. Holmes           |
| 770370 | 2015 XV390               | 2 aprile 2011     | Pan-STARRS          |
| 770371 | 2015 XL391               | 8 dicembre 2015   | Pan-STARRS          |
| 770372 | 2015 XM391               | 7 maggio 2014     | Pan-STARRS          |
| 770373 | 2015 XN391               | 28 agosto 2014    | Pan-STARRS          |
| 770374 | 2015 XQ391               | 9 dicembre 2015   | Pan-STARRS          |
| 770375 | 2015 XJ392               | 13 ottobre 2014   | Mount Lemmon Survey |
| 770376 | 2015 XG393               | 27 ottobre 2005   | Mount Lemmon Survey |
| 770377 | 2015 XF395               | 29 dicembre 2005  | Mount Lemmon Survey |
| 770378 | 2015 XC397               | 8 dicembre 2015   | Pan-STARRS          |
| 770379 | 2015 XR397               | 30 dicembre 2007  | Spacewatch          |
| 770380 | 2015 XC399               | 17 settembre 2014 | Pan-STARRS          |
| 770381 | 2015 XD399               | 14 dicembre 2015  | Pan-STARRS          |
| 770382 | 2015 XF400               | 13 dicembre 2015  | Pan-STARRS          |
| 770383 | 2015 XC401               | 13 dicembre 2015  | Pan-STARRS          |
| 770384 | 2015 XN401               | 16 novembre 2009  | Spacewatch          |
| 770385 | 2015 XR401               | 7 dicembre 2015   | Pan-STARRS          |
| 770386 | 2015 XV404               | 17 ottobre 2010   | Mount Lemmon Survey |
| 770387 | 2015 XC405               | 3 dicembre 2015   | Mount Lemmon Survey |
| 770388 | 2015 XT408               | 1 aprile 2012     | Pan-STARRS          |
| 770389 | 2015 XA409               | 7 dicembre 2015   | Pan-STARRS          |
| 770390 | 2015 XB409               | 7 dicembre 2015   | Pan-STARRS          |
| 770391 | 2015 XO410               | 8 ottobre 2015    | Pan-STARRS          |
| 770392 | 2015 XY411               | 8 dicembre 2015   | Pan-STARRS          |
| 770393 | 2015 XB413               | 25 settembre 2014 | Spacewatch          |
| 770394 | 2015 XJ413               | 18 settembre 2010 | Mount Lemmon Survey |
| 770395 | 2015 XC414               | 23 febbraio 2012  | CSS                 |
| 770396 | 2015 XO414               | 22 novembre 2014  | Pan-STARRS          |
| 770397 | 2015 XB416               | 9 dicembre 2015   | Pan-STARRS          |
| 770398 | 2015 XE416               | 28 gennaio 2011   | Mount Lemmon Survey |
| 770399 | 2015 XK417               | 3 ottobre 2014    | Mount Lemmon Survey |
| 770400 | 2015 XZ417               | 28 ottobre 2014   | Pan-STARRS          |

## 770401–770500
| Nome   | Designazione provvisoria | Data di scoperta  | Scopritore          |
| ------ | ------------------------ | ----------------- | ------------------- |
| 770401 | 2015 XF418               | 17 novembre 2014  | Pan-STARRS          |
| 770402 | 2015 XS418               | 30 agosto 2014    | Mount Lemmon Survey |
| 770403 | 2015 XX418               | 17 novembre 2014  | Pan-STARRS          |
| 770404 | 2015 XS420               | 14 dicembre 2015  | Pan-STARRS          |
| 770405 | 2015 XU424               | 9 dicembre 2015   | Pan-STARRS          |
| 770406 | 2015 XE425               | 9 dicembre 2015   | Pan-STARRS          |
| 770407 | 2015 XG425               | 12 dicembre 2015  | Pan-STARRS          |
| 770408 | 2015 XQ428               | 20 settembre 2006 | Spacewatch          |
| 770409 | 2015 XX428               | 5 dicembre 2015   | Pan-STARRS          |
| 770410 | 2015 XT430               | 8 dicembre 2015   | Pan-STARRS          |
| 770411 | 2015 XB431               | 11 ottobre 2015   | Mount Lemmon Survey |
| 770412 | 2015 XH431               | 9 dicembre 2015   | Pan-STARRS          |
| 770413 | 2015 XJ432               | 10 dicembre 2015  | Mount Lemmon Survey |
| 770414 | 2015 XV440               | 9 dicembre 2015   | Pan-STARRS          |
| 770415 | 2015 XC442               | 4 dicembre 2015   | Pan-STARRS          |
| 770416 | 2015 XU442               | 8 dicembre 2015   | Pan-STARRS          |
| 770417 | 2015 XB444               | 14 dicembre 2015  | Pan-STARRS          |
| 770418 | 2015 XR444               | 7 dicembre 2015   | Pan-STARRS          |
| 770419 | 2015 XR445               | 14 dicembre 2015  | Pan-STARRS          |
| 770420 | 2015 XW446               | 8 dicembre 2015   | Pan-STARRS          |
| 770421 | 2015 XH447               | 8 dicembre 2015   | Mount Lemmon Survey |
| 770422 | 2015 XU447               | 14 dicembre 2015  | Pan-STARRS          |
| 770423 | 2015 XZ448               | 13 dicembre 2015  | Pan-STARRS          |
| 770424 | 2015 XJ452               | 9 dicembre 2015   | Pan-STARRS          |
| 770425 | 2015 XY458               | 13 dicembre 2015  | Pan-STARRS          |
| 770426 | 2015 XV460               | 14 dicembre 2015  | Mount Lemmon Survey |
| 770427 | 2015 XY464               | 8 novembre 2015   | Mount Lemmon Survey |
| 770428 | 2015 XA470               | 14 dicembre 2015  | Mount Lemmon Survey |
| 770429 | 2015 XE475               | 26 ottobre 2014   | Mount Lemmon Survey |
| 770430 | 2015 XZ476               | 1 novembre 2014   | Mount Lemmon Survey |
| 770431 | 2015 XD477               | 8 dicembre 2015   | Pan-STARRS          |
| 770432 | 2015 XD481               | 13 dicembre 2015  | Pan-STARRS          |
| 770433 | 2015 XF483               | 13 dicembre 2015  | Pan-STARRS          |
| 770434 | 2015 XP490               | 13 dicembre 2015  | Pan-STARRS          |
| 770435 | 2015 XR494               | 19 novembre 2014  | Pan-STARRS          |
| 770436 | 2015 XJ499               | 3 dicembre 2015   | Mount Lemmon Survey |
| 770437 | 2015 YF5                 | 17 dicembre 2015  | Mount Lemmon Survey |
| 770438 | 2015 YZ12                | 19 ottobre 2015   | Pan-STARRS          |
| 770439 | 2015 YF15                | 4 marzo 2011      | Spacewatch          |
| 770440 | 2015 YM16                | 31 dicembre 2015  | Pan-STARRS          |
| 770441 | 2015 YP19                | 6 novembre 2015   | CSS                 |
| 770442 | 2015 YY22                | 30 dicembre 2015  | Mount Lemmon Survey |
| 770443 | 2015 YP25                | 5 marzo 2011      | Mount Lemmon Survey |
| 770444 | 2015 YU25                | 13 luglio 2013    | Mount Lemmon Survey |
| 770445 | 2015 YV25                | 3 novembre 2010   | Mount Lemmon Survey |
| 770446 | 2015 YC26                | 25 settembre 2005 | Spacewatch          |
| 770447 | 2015 YP26                | 16 luglio 2004    | Cerro Tololo Obs.   |
| 770448 | 2015 YR26                | 26 novembre 2011  | Mount Lemmon Survey |
| 770449 | 2015 YT27                | 31 dicembre 2015  | Pan-STARRS          |
| 770450 | 2015 YV27                | 31 dicembre 2015  | Pan-STARRS          |
| 770451 | 2015 YP28                | 19 dicembre 2015  | Mount Lemmon Survey |
| 770452 | 2015 YY28                | 11 febbraio 2011  | Mount Lemmon Survey |
| 770453 | 2015 YE30                | 18 dicembre 2015  | Spacewatch          |
| 770454 | 2015 YN34                | 31 dicembre 2015  | Pan-STARRS          |
| 770455 | 2015 YL36                | 31 dicembre 2015  | Pan-STARRS          |
| 770456 | 2015 YD37                | 16 dicembre 2015  | CSS                 |
| 770457 | 2016 AF1                 | 1 gennaio 2016    | Mount Lemmon Survey |
| 770458 | 2016 AB2                 | 1 gennaio 2016    | Mount Lemmon Survey |
| 770459 | 2016 AT4                 | 15 maggio 2013    | Pan-STARRS          |
| 770460 | 2016 AM7                 | 2 gennaio 2016    | Mount Lemmon Survey |
| 770461 | 2016 AT10                | 30 ottobre 2010   | Mount Lemmon Survey |
| 770462 | 2016 AW11                | 12 novembre 2015  | Mount Lemmon Survey |
| 770463 | 2016 AH12                | 4 gennaio 2016    | Pan-STARRS          |
| 770464 | 2016 AU12                | 22 agosto 2014    | Pan-STARRS          |
| 770465 | 2016 AK17                | 25 luglio 2014    | Pan-STARRS          |
| 770466 | 2016 AX18                | 28 ottobre 2010   | Mount Lemmon Survey |
| 770467 | 2016 AH19                | 19 gennaio 2012   | Pan-STARRS          |
| 770468 | 2016 AK20                | 12 agosto 2012    | Spacewatch          |
| 770469 | 2016 AO20                | 20 settembre 2014 | Pan-STARRS          |
| 770470 | 2016 AM21                | 1 ottobre 2014    | Pan-STARRS          |
| 770471 | 2016 AV21                | 3 gennaio 2016    | Spacewatch          |
| 770472 | 2016 AA25                | 18 luglio 2013    | Pan-STARRS          |
| 770473 | 2016 AT26                | 9 novembre 2013   | Pan-STARRS          |
| 770474 | 2016 AY28                | 14 novembre 2010  | Mount Lemmon Survey |
| 770475 | 2016 AP29                | 15 luglio 2013    | Pan-STARRS          |
| 770476 | 2016 AG30                | 7 gennaio 2006    | Mount Lemmon Survey |
| 770477 | 2016 AD31                | 22 agosto 2014    | Pan-STARRS          |
| 770478 | 2016 AY33                | 18 dicembre 2015  | Mount Lemmon Survey |
| 770479 | 2016 AW35                | 1 ottobre 2014    | Pan-STARRS          |
| 770480 | 2016 AC36                | 30 ottobre 2005   | Mount Lemmon Survey |
| 770481 | 2016 AM37                | 1 marzo 2012      | Mount Lemmon Survey |
| 770482 | 2016 AK38                | 3 dicembre 2015   | Mount Lemmon Survey |
| 770483 | 2016 AM40                | 17 ottobre 2014   | Mount Lemmon Survey |
| 770484 | 2016 AP43                | 4 gennaio 2016    | Pan-STARRS          |
| 770485 | 2016 AK44                | 20 novembre 2014  | Pan-STARRS          |
| 770486 | 2016 AN45                | 15 aprile 2012    | Pan-STARRS          |
| 770487 | 2016 AX46                | 18 dicembre 2015  | Mount Lemmon Survey |
| 770488 | 2016 AR49                | 28 agosto 2014    | Pan-STARRS          |
| 770489 | 2016 AQ50                | 20 agosto 2014    | Pan-STARRS          |
| 770490 | 2016 AP51                | 13 novembre 2010  | Mount Lemmon Survey |
| 770491 | 2016 AR51                | 6 dicembre 2015   | Mount Lemmon Survey |
| 770492 | 2016 AG53                | 16 dicembre 2015  | PMO NEO             |
| 770493 | 2016 AF54                | 2 settembre 2014  | Pan-STARRS          |
| 770494 | 2016 AW56                | 22 agosto 2014    | Pan-STARRS          |
| 770495 | 2016 AQ59                | 2 novembre 2010   | Mount Lemmon Survey |
| 770496 | 2016 AF61                | 3 settembre 2014  | W. Bickel           |
| 770497 | 2016 AB63                | 14 dicembre 2010  | Mount Lemmon Survey |
| 770498 | 2016 AA64                | 3 dicembre 2015   | Mount Lemmon Survey |
| 770499 | 2016 AJ64                | 4 gennaio 2016    | Pan-STARRS          |
| 770500 | 2016 AT67                | 19 ottobre 2010   | Mount Lemmon Survey |

## 770501–770600
| Nome   | Designazione provvisoria | Data di scoperta  | Scopritore          |
| ------ | ------------------------ | ----------------- | ------------------- |
| 770501 | 2016 AE71                | 8 novembre 2010   | Mount Lemmon Survey |
| 770502 | 2016 AM73                | 4 giugno 2014     | Pan-STARRS          |
| 770503 | 2016 AO73                | 9 dicembre 2015   | Pan-STARRS          |
| 770504 | 2016 AH76                | 20 gennaio 2012   | Pan-STARRS          |
| 770505 | 2016 AB79                | 4 settembre 2013  | Mount Lemmon Survey |
| 770506 | 2016 AZ80                | 5 luglio 2014     | Pan-STARRS          |
| 770507 | 2016 AN89                | 12 ottobre 2010   | Mount Lemmon Survey |
| 770508 | 2016 AD90                | 29 settembre 2010 | Mount Lemmon Survey |
| 770509 | 2016 AY90                | 2 dicembre 2005   | Mount Lemmon Survey |
| 770510 | 2016 AM91                | 24 ottobre 2015   | Pan-STARRS          |
| 770511 | 2016 AP92                | 10 ottobre 2015   | Pan-STARRS          |
| 770512 | 2016 AX95                | 9 marzo 2011      | Mount Lemmon Survey |
| 770513 | 2016 AW98                | 11 dicembre 2010  | Mount Lemmon Survey |
| 770514 | 2016 AL102               | 7 gennaio 2016    | Pan-STARRS          |
| 770515 | 2016 AE103               | 27 novembre 2006  | Mount Lemmon Survey |
| 770516 | 2016 AU103               | 7 gennaio 2016    | Pan-STARRS          |
| 770517 | 2016 AV106               | 5 ottobre 2014    | Mount Lemmon Survey |
| 770518 | 2016 AT111               | 30 agosto 2014    | Pan-STARRS          |
| 770519 | 2016 AB112               | 12 novembre 2010  | Spacewatch          |
| 770520 | 2016 AF112               | 7 febbraio 2011   | Mount Lemmon Survey |
| 770521 | 2016 AT113               | 12 ottobre 2005   | Spacewatch          |
| 770522 | 2016 AE118               | 23 febbraio 2007  | Mount Lemmon Survey |
| 770523 | 2016 AA119               | 3 gennaio 2016    | Mount Lemmon Survey |
| 770524 | 2016 AE119               | 31 agosto 2014    | Pan-STARRS          |
| 770525 | 2016 AN119               | 14 luglio 2013    | Pan-STARRS          |
| 770526 | 2016 AN121               | 21 settembre 2008 | Mount Lemmon Survey |
| 770527 | 2016 AP121               | 8 gennaio 2016    | Pan-STARRS          |
| 770528 | 2016 AU122               | 2 ottobre 2014    | Pan-STARRS          |
| 770529 | 2016 AZ122               | 8 gennaio 2016    | Pan-STARRS          |
| 770530 | 2016 AH124               | 8 gennaio 2016    | Pan-STARRS          |
| 770531 | 2016 AC127               | 8 gennaio 2016    | Pan-STARRS          |
| 770532 | 2016 AV132               | 20 agosto 2014    | Pan-STARRS          |
| 770533 | 2016 AW132               | 9 gennaio 2016    | Pan-STARRS          |
| 770534 | 2016 AF136               | 30 ottobre 2010   | Spacewatch          |
| 770535 | 2016 AH138               | 30 gennaio 2011   | Mount Lemmon Survey |
| 770536 | 2016 AO138               | 21 ottobre 2014   | Mount Lemmon Survey |
| 770537 | 2016 AF143               | 27 agosto 2014    | Pan-STARRS          |
| 770538 | 2016 AZ143               | 31 agosto 2014    | Mount Lemmon Survey |
| 770539 | 2016 AD144               | 9 gennaio 2016    | Pan-STARRS          |
| 770540 | 2016 AC145               | 9 gennaio 2016    | Pan-STARRS          |
| 770541 | 2016 AZ145               | 5 marzo 2006      | Spacewatch          |
| 770542 | 2016 AC148               | 24 marzo 2012     | Mount Lemmon Survey |
| 770543 | 2016 AO149               | 12 dicembre 2015  | Pan-STARRS          |
| 770544 | 2016 AZ150               | 14 dicembre 2015  | Pan-STARRS          |
| 770545 | 2016 AT154               | 27 agosto 2014    | Pan-STARRS          |
| 770546 | 2016 AW154               | 7 agosto 2008     | Spacewatch          |
| 770547 | 2016 AQ156               | 11 gennaio 2016   | Pan-STARRS          |
| 770548 | 2016 AD157               | 9 novembre 2014   | Mount Lemmon Survey |
| 770549 | 2016 AP157               | 15 aprile 2012    | Pan-STARRS          |
| 770550 | 2016 AF158               | 11 gennaio 2016   | Pan-STARRS          |
| 770551 | 2016 AM158               | 8 marzo 2008      | Mount Lemmon Survey |
| 770552 | 2016 AZ158               | 11 gennaio 2016   | Pan-STARRS          |
| 770553 | 2016 AF159               | 27 novembre 2014  | Pan-STARRS          |
| 770554 | 2016 AF162               | 13 dicembre 2015  | Pan-STARRS          |
| 770555 | 2016 AO163               | 18 novembre 2014  | Pan-STARRS          |
| 770556 | 2016 AF164               | 26 ottobre 2014   | Mount Lemmon Survey |
| 770557 | 2016 AP166               | 28 giugno 2014    | Pan-STARRS          |
| 770558 | 2016 AO167               | 21 ottobre 2014   | Spacewatch          |
| 770559 | 2016 AS167               | 1 ottobre 2014    | Pan-STARRS          |
| 770560 | 2016 AQ169               | 17 novembre 2014  | Mount Lemmon Survey |
| 770561 | 2016 AA173               | 25 luglio 2014    | Pan-STARRS          |
| 770562 | 2016 AW173               | 9 gennaio 2016    | Pan-STARRS          |
| 770563 | 2016 AN178               | 12 marzo 2008     | Spacewatch          |
| 770564 | 2016 AN183               | 30 agosto 2013    | Pan-STARRS          |
| 770565 | 2016 AB191               | 13 gennaio 2016   | Pan-STARRS          |
| 770566 | 2016 AN191               | 13 gennaio 2016   | Pan-STARRS          |
| 770567 | 2016 AS195               | 4 gennaio 2016    | Pan-STARRS          |
| 770568 | 2016 AM201               | 27 agosto 2014    | Pan-STARRS          |
| 770569 | 2016 AT201               | 3 gennaio 2016    | Pan-STARRS          |
| 770570 | 2016 AM202               | 16 maggio 2012    | Mount Lemmon Survey |
| 770571 | 2016 AT203               | 3 gennaio 2016    | Mount Lemmon Survey |
| 770572 | 2016 AX203               | 23 agosto 2014    | Pan-STARRS          |
| 770573 | 2016 AC204               | 27 gennaio 2007   | Spacewatch          |
| 770574 | 2016 AS205               | 4 gennaio 2016    | Pan-STARRS          |
| 770575 | 2016 AW207               | 7 gennaio 2016    | Pan-STARRS          |
| 770576 | 2016 AD208               | 17 marzo 2012     | Spacewatch          |
| 770577 | 2016 AW209               | 8 gennaio 2016    | Pan-STARRS          |
| 770578 | 2016 AS210               | 9 gennaio 2016    | Pan-STARRS          |
| 770579 | 2016 AO213               | 19 febbraio 2012  | Spacewatch          |
| 770580 | 2016 AG215               | 15 gennaio 2016   | Pan-STARRS          |
| 770581 | 2016 AU215               | 15 gennaio 2016   | Pan-STARRS          |
| 770582 | 2016 AX216               | 3 gennaio 2016    | Pan-STARRS          |
| 770583 | 2016 AA218               | 9 agosto 2013     | Pan-STARRS          |
| 770584 | 2016 AO218               | 2 settembre 2014  | Pan-STARRS          |
| 770585 | 2016 AW220               | 3 ottobre 2014    | Spacewatch          |
| 770586 | 2016 AD221               | 20 agosto 2014    | Pan-STARRS          |
| 770587 | 2016 AL230               | 15 agosto 2013    | Pan-STARRS          |
| 770588 | 2016 AV230               | 2 ottobre 2014    | Mount Lemmon Survey |
| 770589 | 2016 AZ230               | 3 gennaio 2016    | Pan-STARRS          |
| 770590 | 2016 AF231               | 16 ottobre 2009   | Mount Lemmon Survey |
| 770591 | 2016 AQ231               | 20 settembre 2014 | Pan-STARRS          |
| 770592 | 2016 AX231               | 7 febbraio 2011   | Mount Lemmon Survey |
| 770593 | 2016 AD233               | 25 gennaio 2011   | Mount Lemmon Survey |
| 770594 | 2016 AR233               | 19 ottobre 2010   | Mount Lemmon Survey |
| 770595 | 2016 AM234               | 7 gennaio 2016    | Pan-STARRS          |
| 770596 | 2016 AP234               | 13 febbraio 2011  | Mount Lemmon Survey |
| 770597 | 2016 AV234               | 26 novembre 2009  | Mount Lemmon Survey |
| 770598 | 2016 AE235               | 28 ottobre 2014   | Pan-STARRS          |
| 770599 | 2016 AZ235               | 18 giugno 2013    | Pan-STARRS          |
| 770600 | 2016 AH236               | 6 febbraio 2002   | Spacewatch          |

## 770601–770700
| Nome   | Designazione provvisoria | Data di scoperta  | Scopritore          |
| ------ | ------------------------ | ----------------- | ------------------- |
| 770601 | 2016 AB237               | 8 gennaio 2016    | Pan-STARRS          |
| 770602 | 2016 AA238               | 28 ottobre 2014   | Pan-STARRS          |
| 770603 | 2016 AB238               | 19 settembre 2014 | Pan-STARRS          |
| 770604 | 2016 AE238               | 14 gennaio 2016   | Pan-STARRS          |
| 770605 | 2016 AB239               | 1 gennaio 2016    | Pan-STARRS          |
| 770606 | 2016 AK240               | 2 gennaio 2016    | Pan-STARRS          |
| 770607 | 2016 AY240               | 17 marzo 2012     | Mount Lemmon Survey |
| 770608 | 2016 AK241               | 28 luglio 2014    | Pan-STARRS          |
| 770609 | 2016 AL241               | 3 gennaio 2016    | Pan-STARRS          |
| 770610 | 2016 AA242               | 3 gennaio 2016    | Pan-STARRS          |
| 770611 | 2016 AE245               | 27 febbraio 2012  | Pan-STARRS          |
| 770612 | 2016 AF245               | 3 aprile 2008     | Mount Lemmon Survey |
| 770613 | 2016 AL245               | 8 gennaio 2011    | Mount Lemmon Survey |
| 770614 | 2016 AE246               | 3 gennaio 2016    | Pan-STARRS          |
| 770615 | 2016 AH246               | 28 ottobre 2010   | Mount Lemmon Survey |
| 770616 | 2016 AM247               | 13 febbraio 2012  | Pan-STARRS          |
| 770617 | 2016 AY247               | 28 luglio 2014    | Pan-STARRS          |
| 770618 | 2016 AK249               | 4 gennaio 2016    | Pan-STARRS          |
| 770619 | 2016 AQ249               | 19 settembre 2014 | Pan-STARRS          |
| 770620 | 2016 AP250               | 4 gennaio 2016    | Pan-STARRS          |
| 770621 | 2016 AU250               | 26 gennaio 2012   | Mount Lemmon Survey |
| 770622 | 2016 AX250               | 1 ottobre 2014    | Pan-STARRS          |
| 770623 | 2016 AD251               | 4 gennaio 2016    | Pan-STARRS          |
| 770624 | 2016 AE251               | 24 marzo 2012     | Mount Lemmon Survey |
| 770625 | 2016 AD252               | 23 agosto 2014    | Pan-STARRS          |
| 770626 | 2016 AG253               | 4 gennaio 2016    | Pan-STARRS          |
| 770627 | 2016 AD254               | 7 gennaio 2016    | Pan-STARRS          |
| 770628 | 2016 AN254               | 7 gennaio 2016    | Pan-STARRS          |
| 770629 | 2016 AQ255               | 31 agosto 2014    | Pan-STARRS          |
| 770630 | 2016 AE257               | 14 dicembre 2010  | Mount Lemmon Survey |
| 770631 | 2016 AN257               | 7 gennaio 2016    | Pan-STARRS          |
| 770632 | 2016 AF258               | 19 settembre 2014 | Pan-STARRS          |
| 770633 | 2016 AO258               | 23 settembre 2008 | Mount Lemmon Survey |
| 770634 | 2016 AS258               | 15 marzo 2012     | Mount Lemmon Survey |
| 770635 | 2016 AX258               | 4 marzo 2005      | Spacewatch          |
| 770636 | 2016 AJ259               | 14 luglio 2013    | Pan-STARRS          |
| 770637 | 2016 AU259               | 8 gennaio 2016    | Pan-STARRS          |
| 770638 | 2016 AV259               | 18 maggio 2012    | Mount Lemmon Survey |
| 770639 | 2016 AS260               | 4 marzo 2012      | Mount Lemmon Survey |
| 770640 | 2016 AL261               | 23 settembre 2008 | Spacewatch          |
| 770641 | 2016 AU261               | 8 gennaio 2016    | Pan-STARRS          |
| 770642 | 2016 AT264               | 30 gennaio 2011   | Mount Lemmon Survey |
| 770643 | 2016 AU267               | 12 maggio 2012    | Pan-STARRS          |
| 770644 | 2016 AX268               | 24 novembre 2014  | Mount Lemmon Survey |
| 770645 | 2016 AC269               | 3 settembre 2008  | Spacewatch          |
| 770646 | 2016 AM270               | 29 marzo 2012     | Pan-STARRS          |
| 770647 | 2016 AP270               | 13 gennaio 2016   | Pan-STARRS          |
| 770648 | 2016 AC271               | 2 aprile 2011     | Mount Lemmon Survey |
| 770649 | 2016 AK271               | 14 settembre 2013 | Pan-STARRS          |
| 770650 | 2016 AC272               | 13 aprile 2012    | Spacewatch          |
| 770651 | 2016 AK272               | 14 gennaio 2016   | Pan-STARRS          |
| 770652 | 2016 AB273               | 14 gennaio 2016   | Pan-STARRS          |
| 770653 | 2016 AX273               | 15 dicembre 2009  | Mount Lemmon Survey |
| 770654 | 2016 AG274               | 27 aprile 2012    | Pan-STARRS          |
| 770655 | 2016 AQ275               | 14 gennaio 2016   | Pan-STARRS          |
| 770656 | 2016 AU275               | 31 marzo 2011     | Pan-STARRS          |
| 770657 | 2016 AQ277               | 15 gennaio 2016   | Pan-STARRS          |
| 770658 | 2016 AG278               | 4 gennaio 2016    | Pan-STARRS          |
| 770659 | 2016 AS282               | 3 gennaio 2011    | Mount Lemmon Survey |
| 770660 | 2016 AO283               | 25 aprile 2006    | Spacewatch          |
| 770661 | 2016 AY283               | 2 gennaio 2016    | Pan-STARRS          |
| 770662 | 2016 AC284               | 8 gennaio 2016    | Pan-STARRS          |
| 770663 | 2016 AP284               | 3 gennaio 2016    | Pan-STARRS          |
| 770664 | 2016 AP290               | 3 gennaio 2016    | Pan-STARRS          |
| 770665 | 2016 AS292               | 4 gennaio 2016    | Pan-STARRS          |
| 770666 | 2016 AD293               | 14 gennaio 2016   | Pan-STARRS          |
| 770667 | 2016 AJ299               | 4 gennaio 2016    | Pan-STARRS          |
| 770668 | 2016 AT301               | 7 gennaio 2016    | Pan-STARRS          |
| 770669 | 2016 AD302               | 9 gennaio 2016    | Pan-STARRS          |
| 770670 | 2016 AH302               | 4 gennaio 2016    | Pan-STARRS          |
| 770671 | 2016 AZ303               | 3 gennaio 2016    | Pan-STARRS          |
| 770672 | 2016 AP304               | 12 gennaio 2016   | Pan-STARRS          |
| 770673 | 2016 AG306               | 14 gennaio 2016   | Pan-STARRS          |
| 770674 | 2016 AJ306               | 12 gennaio 2016   | Pan-STARRS          |
| 770675 | 2016 AL306               | 8 gennaio 2016    | Pan-STARRS          |
| 770676 | 2016 AB307               | 7 gennaio 2016    | Pan-STARRS          |
| 770677 | 2016 AH307               | 8 gennaio 2016    | Pan-STARRS          |
| 770678 | 2016 AL307               | 14 gennaio 2016   | Pan-STARRS          |
| 770679 | 2016 AZ307               | 3 gennaio 2016    | Pan-STARRS          |
| 770680 | 2016 AS308               | 11 gennaio 2016   | Pan-STARRS          |
| 770681 | 2016 AU308               | 7 gennaio 2016    | Pan-STARRS          |
| 770682 | 2016 AG309               | 14 gennaio 2016   | Mount Lemmon Survey |
| 770683 | 2016 AH315               | 11 gennaio 2016   | Pan-STARRS          |
| 770684 | 2016 AJ315               | 3 gennaio 2016    | Pan-STARRS          |
| 770685 | 2016 AE323               | 3 gennaio 2016    | Mount Lemmon Survey |
| 770686 | 2016 AG323               | 3 gennaio 2016    | Mount Lemmon Survey |
| 770687 | 2016 AZ328               | 13 gennaio 2016   | Pan-STARRS          |
| 770688 | 2016 AP329               | 10 novembre 2013  | Mount Lemmon Survey |
| 770689 | 2016 AZ329               | 14 gennaio 2016   | Pan-STARRS          |
| 770690 | 2016 AJ330               | 9 gennaio 2016    | Pan-STARRS          |
| 770691 | 2016 AY336               | 10 gennaio 2016   | Pan-STARRS          |
| 770692 | 2016 AA337               | 1 gennaio 2016    | Mount Lemmon Survey |
| 770693 | 2016 AJ337               | 4 gennaio 2016    | Pan-STARRS          |
| 770694 | 2016 AU338               | 3 gennaio 2016    | Pan-STARRS          |
| 770695 | 2016 AH339               | 14 gennaio 2016   | Pan-STARRS          |
| 770696 | 2016 AF340               | 12 gennaio 2016   | Pan-STARRS          |
| 770697 | 2016 AW340               | 2 gennaio 2016    | Mount Lemmon Survey |
| 770698 | 2016 AM345               | 4 gennaio 2016    | Pan-STARRS          |
| 770699 | 2016 AT349               | 13 gennaio 2016   | Mount Lemmon Survey |
| 770700 | 2016 AX355               | 28 agosto 2014    | Pan-STARRS          |

## 770701–770800
| Nome   | Designazione provvisoria | Data di scoperta  | Scopritore          |
| ------ | ------------------------ | ----------------- | ------------------- |
| 770701 | 2016 AH357               | 24 novembre 2014  | Pan-STARRS          |
| 770702 | 2016 AF360               | 9 gennaio 2016    | Pan-STARRS          |
| 770703 | 2016 AD371               | 14 gennaio 2016   | Pan-STARRS          |
| 770704 | 2016 AH371               | 14 gennaio 2016   | Pan-STARRS          |
| 770705 | 2016 AV371               | 4 gennaio 2016    | Pan-STARRS          |
| 770706 | 2016 AK373               | 14 gennaio 2016   | Pan-STARRS          |
| 770707 | 2016 AM380               | 9 gennaio 2016    | Pan-STARRS          |
| 770708 | 2016 AA383               | 14 gennaio 2016   | Pan-STARRS          |
| 770709 | 2016 AD399               | 7 gennaio 2016    | Pan-STARRS          |
| 770710 | 2016 BD3                 | 18 gennaio 2016   | Spacewatch          |
| 770711 | 2016 BJ3                 | 7 gennaio 2016    | Pan-STARRS          |
| 770712 | 2016 BO3                 | 10 gennaio 2007   | Spacewatch          |
| 770713 | 2016 BO11                | 24 settembre 2008 | Mount Lemmon Survey |
| 770714 | 2016 BE13                | 2 ottobre 2014    | CSS                 |
| 770715 | 2016 BM16                | 20 gennaio 2016   | Mount Lemmon Survey |
| 770716 | 2016 BS17                | 3 gennaio 2016    | Pan-STARRS          |
| 770717 | 2016 BZ18                | 11 dicembre 2010  | Mount Lemmon Survey |
| 770718 | 2016 BW20                | 7 febbraio 2011   | Mount Lemmon Survey |
| 770719 | 2016 BR21                | 7 gennaio 2016    | Pan-STARRS          |
| 770720 | 2016 BC23                | 7 gennaio 2016    | PMO NEO             |
| 770721 | 2016 BM25                | 10 gennaio 2007   | Spacewatch          |
| 770722 | 2016 BX25                | 18 dicembre 2015  | Mount Lemmon Survey |
| 770723 | 2016 BU32                | 1 ottobre 2005    | Spacewatch          |
| 770724 | 2016 BS34                | 7 gennaio 2016    | Pan-STARRS          |
| 770725 | 2016 BW41                | 25 febbraio 2011  | Mount Lemmon Survey |
| 770726 | 2016 BD42                | 12 maggio 2013    | Pan-STARRS          |
| 770727 | 2016 BM46                | 30 settembre 2014 | Mount Lemmon Survey |
| 770728 | 2016 BM51                | 17 novembre 2009  | Mount Lemmon Survey |
| 770729 | 2016 BP51                | 18 settembre 2014 | Pan-STARRS          |
| 770730 | 2016 BG52                | 9 dicembre 2015   | Pan-STARRS          |
| 770731 | 2016 BX52                | 30 agosto 2014    | Pan-STARRS          |
| 770732 | 2016 BY53                | 1 ottobre 2014    | Pan-STARRS          |
| 770733 | 2016 BB55                | 27 ottobre 2005   | Spacewatch          |
| 770734 | 2016 BJ57                | 30 gennaio 2016   | Mount Lemmon Survey |
| 770735 | 2016 BH63                | 3 ottobre 2011    | Mount Lemmon Survey |
| 770736 | 2016 BJ65                | 14 gennaio 2011   | Spacewatch          |
| 770737 | 2016 BZ66                | 5 dicembre 2010   | Mount Lemmon Survey |
| 770738 | 2016 BR68                | 29 gennaio 2011   | Mount Lemmon Survey |
| 770739 | 2016 BY68                | 8 novembre 2009   | Mount Lemmon Survey |
| 770740 | 2016 BG76                | 22 agosto 2014    | Pan-STARRS          |
| 770741 | 2016 BA77                | 28 agosto 2014    | Pan-STARRS          |
| 770742 | 2016 BC79                | 25 febbraio 2012  | Spacewatch          |
| 770743 | 2016 BA85                | 25 novembre 2014  | Mount Lemmon Survey |
| 770744 | 2016 BF85                | 27 aprile 2011    | Spacewatch          |
| 770745 | 2016 BH86                | 13 marzo 2005     | Mount Lemmon Survey |
| 770746 | 2016 BF89                | 31 gennaio 2016   | Pan-STARRS          |
| 770747 | 2016 BL90                | 21 dicembre 2014  | Pan-STARRS          |
| 770748 | 2016 BL92                | 19 novembre 2008  | Mount Lemmon Survey |
| 770749 | 2016 BN92                | 19 gennaio 2016   | Pan-STARRS          |
| 770750 | 2016 BE93                | 17 gennaio 2016   | Pan-STARRS          |
| 770751 | 2016 BJ93                | 18 gennaio 2016   | Pan-STARRS          |
| 770752 | 2016 BN93                | 29 settembre 2014 | Pan-STARRS          |
| 770753 | 2016 BR94                | 16 gennaio 2016   | Pan-STARRS          |
| 770754 | 2016 BR95                | 4 aprile 2011     | Spacewatch          |
| 770755 | 2016 BT96                | 28 agosto 2014    | Pan-STARRS          |
| 770756 | 2016 BT97                | 13 marzo 2007     | Mount Lemmon Survey |
| 770757 | 2016 BU97                | 17 gennaio 2016   | Pan-STARRS          |
| 770758 | 2016 BA98                | 27 agosto 2013    | F. Hormuth          |
| 770759 | 2016 BL99                | 1 novembre 2013   | Mount Lemmon Survey |
| 770760 | 2016 BY101               | 6 marzo 2011      | Spacewatch          |
| 770761 | 2016 BY102               | 17 novembre 2014  | Mount Lemmon Survey |
| 770762 | 2016 BB103               | 5 ottobre 2014    | Spacewatch          |
| 770763 | 2016 BK103               | 1 novembre 2008   | Spacewatch          |
| 770764 | 2016 BQ103               | 13 dicembre 2010  | Mount Lemmon Survey |
| 770765 | 2016 BB105               | 27 gennaio 2011   | Mount Lemmon Survey |
| 770766 | 2016 BN105               | 29 marzo 2012     | Pan-STARRS          |
| 770767 | 2016 BQ105               | 20 settembre 2014 | Pan-STARRS          |
| 770768 | 2016 BG108               | 30 ottobre 2005   | Spacewatch          |
| 770769 | 2016 BE109               | 17 gennaio 2016   | Pan-STARRS          |
| 770770 | 2016 BP111               | 29 gennaio 2016   | Mount Lemmon Survey |
| 770771 | 2016 BT111               | 16 gennaio 2016   | Pan-STARRS          |
| 770772 | 2016 BZ112               | 18 gennaio 2016   | Pan-STARRS          |
| 770773 | 2016 BA113               | 9 febbraio 2011   | Mount Lemmon Survey |
| 770774 | 2016 BL113               | 31 gennaio 2016   | Pan-STARRS          |
| 770775 | 2016 BP115               | 17 gennaio 2016   | Pan-STARRS          |
| 770776 | 2016 BT116               | 18 gennaio 2016   | Pan-STARRS          |
| 770777 | 2016 BE118               | 31 gennaio 2016   | Pan-STARRS          |
| 770778 | 2016 BM118               | 29 gennaio 2016   | Mount Lemmon Survey |
| 770779 | 2016 BY118               | 21 marzo 2012     | CSS                 |
| 770780 | 2016 BF119               | 30 gennaio 2016   | Pan-STARRS          |
| 770781 | 2016 BY122               | 31 gennaio 2016   | Pan-STARRS          |
| 770782 | 2016 BN123               | 17 gennaio 2016   | Pan-STARRS          |
| 770783 | 2016 BE124               | 18 gennaio 2016   | Pan-STARRS          |
| 770784 | 2016 BN124               | 18 gennaio 2016   | Pan-STARRS          |
| 770785 | 2016 BZ126               | 31 gennaio 2016   | Pan-STARRS          |
| 770786 | 2016 BM127               | 31 gennaio 2016   | Pan-STARRS          |
| 770787 | 2016 BC137               | 16 gennaio 2016   | Pan-STARRS          |
| 770788 | 2016 BJ143               | 26 novembre 2014  | Pan-STARRS          |
| 770789 | 2016 BD146               | 18 gennaio 2016   | Pan-STARRS          |
| 770790 | 2016 BF146               | 28 gennaio 2016   | Mount Lemmon Survey |
| 770791 | 2016 CO4                 | 3 ottobre 2014    | Mount Lemmon Survey |
| 770792 | 2016 CA6                 | 17 gennaio 2016   | Pan-STARRS          |
| 770793 | 2016 CJ6                 | 12 agosto 2013    | Spacewatch          |
| 770794 | 2016 CJ8                 | 22 novembre 2014  | Pan-STARRS          |
| 770795 | 2016 CY8                 | 22 novembre 2014  | Pan-STARRS          |
| 770796 | 2016 CW12                | 1 aprile 2011     | Mount Lemmon Survey |
| 770797 | 2016 CM15                | 1 febbraio 2016   | Pan-STARRS          |
| 770798 | 2016 CV16                | 14 gennaio 2011   | Spacewatch          |
| 770799 | 2016 CJ17                | 8 gennaio 2016    | Pan-STARRS          |
| 770800 | 2016 CY25                | 3 dicembre 2015   | Pan-STARRS          |

## 770801–770900
| Nome   | Designazione provvisoria | Data di scoperta  | Scopritore          |
| ------ | ------------------------ | ----------------- | ------------------- |
| 770801 | 2016 CE28                | 25 aprile 2007    | Mount Lemmon Survey |
| 770802 | 2016 CJ33                | 4 settembre 2008  | Spacewatch          |
| 770803 | 2016 CO34                | 4 gennaio 2016    | Pan-STARRS          |
| 770804 | 2016 CC35                | 1 settembre 2013  | Mount Lemmon Survey |
| 770805 | 2016 CT35                | 8 gennaio 2016    | Pan-STARRS          |
| 770806 | 2016 CR36                | 15 settembre 2009 | Spacewatch          |
| 770807 | 2016 CM38                | 17 febbraio 2007  | Spacewatch          |
| 770808 | 2016 CH42                | 26 ottobre 2005   | Spacewatch          |
| 770809 | 2016 CH44                | 5 ottobre 2005    | Mount Lemmon Survey |
| 770810 | 2016 CA46                | 4 marzo 2011      | Mount Lemmon Survey |
| 770811 | 2016 CF46                | 3 settembre 2013  | Pan-STARRS          |
| 770812 | 2016 CP46                | 27 gennaio 2011   | Mount Lemmon Survey |
| 770813 | 2016 CM48                | 28 settembre 2014 | Pan-STARRS          |
| 770814 | 2016 CY49                | 16 ottobre 2003   | Spacewatch          |
| 770815 | 2016 CH50                | 3 febbraio 2016   | Pan-STARRS          |
| 770816 | 2016 CF51                | 30 luglio 2014    | Pan-STARRS          |
| 770817 | 2016 CK52                | 28 marzo 2012     | Mount Lemmon Survey |
| 770818 | 2016 CZ52                | 28 ottobre 2014   | Pan-STARRS          |
| 770819 | 2016 CL54                | 19 aprile 2012    | Spacewatch          |
| 770820 | 2016 CF56                | 21 dicembre 2015  | Mount Lemmon Survey |
| 770821 | 2016 CJ56                | 20 dicembre 2014  | Pan-STARRS          |
| 770822 | 2016 CR60                | 15 aprile 2012    | Pan-STARRS          |
| 770823 | 2016 CM62                | 13 gennaio 2011   | Mount Lemmon Survey |
| 770824 | 2016 CN64                | 7 settembre 2014  | Pan-STARRS          |
| 770825 | 2016 CY64                | 3 aprile 2011     | Pan-STARRS          |
| 770826 | 2016 CG66                | 15 maggio 2012    | Pan-STARRS          |
| 770827 | 2016 CU74                | 30 gennaio 2016   | Pan-STARRS          |
| 770828 | 2016 CX74                | 24 ottobre 2014   | Spacewatch          |
| 770829 | 2016 CC77                | 5 febbraio 2016   | Pan-STARRS          |
| 770830 | 2016 CS81                | 13 ottobre 2014   | Mount Lemmon Survey |
| 770831 | 2016 CO83                | 13 marzo 2013     | Pan-STARRS          |
| 770832 | 2016 CY86                | 5 ottobre 2013    | Mount Lemmon Survey |
| 770833 | 2016 CZ86                | 27 febbraio 2006  | Mount Lemmon Survey |
| 770834 | 2016 CT87                | 9 novembre 2008   | Spacewatch          |
| 770835 | 2016 CG91                | 1 settembre 2013  | Pan-STARRS          |
| 770836 | 2016 CU91                | 17 novembre 2014  | Pan-STARRS          |
| 770837 | 2016 CV92                | 5 febbraio 2016   | Pan-STARRS          |
| 770838 | 2016 CD95                | 5 febbraio 2016   | Pan-STARRS          |
| 770839 | 2016 CB99                | 14 novembre 2010  | Spacewatch          |
| 770840 | 2016 CV99                | 5 febbraio 2016   | Pan-STARRS          |
| 770841 | 2016 CG102               | 10 dicembre 2014  | Mount Lemmon Survey |
| 770842 | 2016 CL104               | 12 luglio 2013    | Pan-STARRS          |
| 770843 | 2016 CP104               | 18 aprile 2012    | Spacewatch          |
| 770844 | 2016 CO105               | 25 novembre 2014  | Pan-STARRS          |
| 770845 | 2016 CP109               | 15 agosto 2013    | Pan-STARRS          |
| 770846 | 2016 CW109               | 2 settembre 2014  | Pan-STARRS          |
| 770847 | 2016 CD123               | 30 ottobre 2014   | Mount Lemmon Survey |
| 770848 | 2016 CM123               | 27 gennaio 2012   | Spacewatch          |
| 770849 | 2016 CJ124               | 20 dicembre 2014  | Pan-STARRS          |
| 770850 | 2016 CO127               | 5 febbraio 2016   | Pan-STARRS          |
| 770851 | 2016 CB133               | 15 settembre 2009 | Spacewatch          |
| 770852 | 2016 CE133               | 31 marzo 2012     | Mount Lemmon Survey |
| 770853 | 2016 CU133               | 22 ottobre 2014   | Mount Lemmon Survey |
| 770854 | 2016 CK134               | 31 gennaio 2016   | Pan-STARRS          |
| 770855 | 2016 CS134               | 5 febbraio 2016   | Pan-STARRS          |
| 770856 | 2016 CM135               | 5 febbraio 2016   | Pan-STARRS          |
| 770857 | 2016 CH143               | 7 febbraio 2016   | Mount Lemmon Survey |
| 770858 | 2016 CN144               | 9 agosto 2013     | Pan-STARRS          |
| 770859 | 2016 CJ146               | 8 febbraio 2016   | Mount Lemmon Survey |
| 770860 | 2016 CM146               | 2 febbraio 2016   | Pan-STARRS          |
| 770861 | 2016 CC150               | 13 aprile 2013    | Pan-STARRS          |
| 770862 | 2016 CW152               | 7 febbraio 2011   | Mount Lemmon Survey |
| 770863 | 2016 CD153               | 22 novembre 2014  | Pan-STARRS          |
| 770864 | 2016 CQ157               | 30 gennaio 2011   | Pan-STARRS          |
| 770865 | 2016 CX159               | 17 gennaio 2016   | Pan-STARRS          |
| 770866 | 2016 CX161               | 10 marzo 2011     | Spacewatch          |
| 770867 | 2016 CM167               | 9 febbraio 2005   | Mount Lemmon Survey |
| 770868 | 2016 CC168               | 7 gennaio 2016    | Pan-STARRS          |
| 770869 | 2016 CD168               | 26 novembre 2009  | Mount Lemmon Survey |
| 770870 | 2016 CG169               | 1 giugno 2012     | Mount Lemmon Survey |
| 770871 | 2016 CM170               | 10 gennaio 2007   | Mount Lemmon Survey |
| 770872 | 2016 CR170               | 7 gennaio 2016    | Pan-STARRS          |
| 770873 | 2016 CS172               | 30 gennaio 2016   | Mount Lemmon Survey |
| 770874 | 2016 CZ172               | 7 gennaio 2016    | Pan-STARRS          |
| 770875 | 2016 CJ174               | 7 gennaio 2016    | Pan-STARRS          |
| 770876 | 2016 CS176               | 27 agosto 2014    | Pan-STARRS          |
| 770877 | 2016 CA177               | 13 dicembre 2015  | Pan-STARRS          |
| 770878 | 2016 CE179               | 30 ottobre 2014   | Mount Lemmon Survey |
| 770879 | 2016 CW179               | 12 gennaio 2016   | Pan-STARRS          |
| 770880 | 2016 CF181               | 12 novembre 2006  | Mount Lemmon Survey |
| 770881 | 2016 CC183               | 16 gennaio 2016   | Pan-STARRS          |
| 770882 | 2016 CS186               | 18 settembre 2009 | Spacewatch          |
| 770883 | 2016 CU186               | 13 dicembre 2015  | Pan-STARRS          |
| 770884 | 2016 CS187               | 24 maggio 2006    | Mount Lemmon Survey |
| 770885 | 2016 CJ196               | 10 novembre 2010  | Spacewatch          |
| 770886 | 2016 CN196               | 19 maggio 2012    | Mount Lemmon Survey |
| 770887 | 2016 CY197               | 12 dicembre 2014  | Pan-STARRS          |
| 770888 | 2016 CJ208               | 9 febbraio 2016   | Pan-STARRS          |
| 770889 | 2016 CG209               | 26 novembre 2014  | Pan-STARRS          |
| 770890 | 2016 CG211               | 4 agosto 2013     | Pan-STARRS          |
| 770891 | 2016 CU214               | 2 settembre 2013  | Mount Lemmon Survey |
| 770892 | 2016 CX217               | 8 febbraio 2016   | Mount Lemmon Survey |
| 770893 | 2016 CY218               | 17 novembre 2014  | Mount Lemmon Survey |
| 770894 | 2016 CD220               | 27 agosto 2014    | Pan-STARRS          |
| 770895 | 2016 CH220               | 23 agosto 2014    | Pan-STARRS          |
| 770896 | 2016 CP227               | 10 febbraio 2016  | Pan-STARRS          |
| 770897 | 2016 CJ231               | 2 novembre 2008   | Mount Lemmon Survey |
| 770898 | 2016 CC232               | 3 gennaio 2016    | Pan-STARRS          |
| 770899 | 2016 CP236               | 20 settembre 2014 | Pan-STARRS          |
| 770900 | 2016 CT236               | 29 settembre 2009 | Spacewatch          |

## 770901–771000
| Nome   | Designazione provvisoria | Data di scoperta  | Scopritore          |
| ------ | ------------------------ | ----------------- | ------------------- |
| 770901 | 2016 CK237               | 29 ottobre 2014   | Pan-STARRS          |
| 770902 | 2016 CN237               | 13 gennaio 2011   | Mount Lemmon Survey |
| 770903 | 2016 CJ241               | 13 dicembre 2010  | Mount Lemmon Survey |
| 770904 | 2016 CL243               | 18 ottobre 2009   | Mount Lemmon Survey |
| 770905 | 2016 CQ248               | 10 gennaio 2011   | Mount Lemmon Survey |
| 770906 | 2016 CS251               | 30 gennaio 2016   | Mount Lemmon Survey |
| 770907 | 2016 CT251               | 9 agosto 2013     | Pan-STARRS          |
| 770908 | 2016 CZ251               | 3 gennaio 2016    | Mount Lemmon Survey |
| 770909 | 2016 CK252               | 29 ottobre 2014   | Spacewatch          |
| 770910 | 2016 CT253               | 30 gennaio 2016   | Pan-STARRS          |
| 770911 | 2016 CR254               | 17 ottobre 2014   | Mount Lemmon Survey |
| 770912 | 2016 CR255               | 7 gennaio 2016    | Pan-STARRS          |
| 770913 | 2016 CN257               | 2 settembre 2014  | Pan-STARRS          |
| 770914 | 2016 CY257               | 5 marzo 2011      | Mount Lemmon Survey |
| 770915 | 2016 CN272               | 6 febbraio 2016   | Pan-STARRS          |
| 770916 | 2016 CC273               | 9 febbraio 2016   | Mount Lemmon Survey |
| 770917 | 2016 CG273               | 26 aprile 2007    | Mount Lemmon Survey |
| 770918 | 2016 CF276               | 11 febbraio 2016  | Pan-STARRS          |
| 770919 | 2016 CJ276               | 18 gennaio 2004   | Spacewatch          |
| 770920 | 2016 CF277               | 13 febbraio 2010  | Mount Lemmon Survey |
| 770921 | 2016 CY278               | 1 dicembre 2014   | Pan-STARRS          |
| 770922 | 2016 CN279               | 29 dicembre 2014  | Pan-STARRS          |
| 770923 | 2016 CW281               | 1 dicembre 2014   | Pan-STARRS          |
| 770924 | 2016 CZ282               | 6 febbraio 2016   | Mount Lemmon Survey |
| 770925 | 2016 CK283               | 16 gennaio 2011   | Mount Lemmon Survey |
| 770926 | 2016 CC284               | 29 dicembre 2014  | Pan-STARRS          |
| 770927 | 2016 CW284               | 4 febbraio 2016   | Pan-STARRS          |
| 770928 | 2016 CX284               | 25 marzo 2012     | Mount Lemmon Survey |
| 770929 | 2016 CK287               | 5 febbraio 2016   | Pan-STARRS          |
| 770930 | 2016 CF288               | 28 ottobre 2008   | Mount Lemmon Survey |
| 770931 | 2016 CR288               | 29 dicembre 2014  | Pan-STARRS          |
| 770932 | 2016 CS288               | 18 gennaio 2015   | Mount Lemmon Survey |
| 770933 | 2016 CV289               | 2 gennaio 2011    | Mount Lemmon Survey |
| 770934 | 2016 CA291               | 1 febbraio 2016   | Pan-STARRS          |
| 770935 | 2016 CY291               | 9 agosto 2013     | Pan-STARRS          |
| 770936 | 2016 CF292               | 17 novembre 2014  | Pan-STARRS          |
| 770937 | 2016 CH296               | 23 febbraio 2011  | Spacewatch          |
| 770938 | 2016 CK296               | 25 settembre 2013 | Mount Lemmon Survey |
| 770939 | 2016 CN296               | 21 novembre 2014  | Pan-STARRS          |
| 770940 | 2016 CP296               | 3 febbraio 2016   | Pan-STARRS          |
| 770941 | 2016 CR296               | 10 ottobre 2008   | Spacewatch          |
| 770942 | 2016 CQ299               | 12 maggio 2013    | Pan-STARRS          |
| 770943 | 2016 CC300               | 3 dicembre 2010   | Mount Lemmon Survey |
| 770944 | 2016 CL300               | 22 agosto 2014    | Pan-STARRS          |
| 770945 | 2016 CS300               | 12 agosto 2013    | Pan-STARRS          |
| 770946 | 2016 CA301               | 19 aprile 2006    | Spacewatch          |
| 770947 | 2016 CB301               | 5 febbraio 2016   | Pan-STARRS          |
| 770948 | 2016 CE301               | 5 febbraio 2016   | Pan-STARRS          |
| 770949 | 2016 CJ301               | 26 novembre 2014  | Pan-STARRS          |
| 770950 | 2016 CZ302               | 5 aprile 2011     | Spacewatch          |
| 770951 | 2016 CP303               | 13 settembre 2013 | Mount Lemmon Survey |
| 770952 | 2016 CR303               | 11 settembre 2007 | Mount Lemmon Survey |
| 770953 | 2016 CR305               | 6 febbraio 2016   | Pan-STARRS          |
| 770954 | 2016 CV305               | 6 febbraio 2016   | Pan-STARRS          |
| 770955 | 2016 CD306               | 13 gennaio 2016   | Mount Lemmon Survey |
| 770956 | 2016 CP306               | 15 gennaio 2010   | Mount Lemmon Survey |
| 770957 | 2016 CB307               | 13 novembre 2010  | Mount Lemmon Survey |
| 770958 | 2016 CK308               | 9 febbraio 2016   | Pan-STARRS          |
| 770959 | 2016 CT308               | 9 febbraio 2016   | Pan-STARRS          |
| 770960 | 2016 CV308               | 7 febbraio 2016   | Mount Lemmon Survey |
| 770961 | 2016 CK310               | 14 marzo 2007     | Spacewatch          |
| 770962 | 2016 CO312               | 15 agosto 2013    | Pan-STARRS          |
| 770963 | 2016 CQ312               | 31 agosto 2014    | Pan-STARRS          |
| 770964 | 2016 CO313               | 20 gennaio 2015   | Pan-STARRS          |
| 770965 | 2016 CX313               | 17 agosto 2012    | Pan-STARRS          |
| 770966 | 2016 CL314               | 10 febbraio 2016  | Pan-STARRS          |
| 770967 | 2016 CO314               | 27 novembre 2013  | Pan-STARRS          |
| 770968 | 2016 CU314               | 9 novembre 2013   | Spacewatch          |
| 770969 | 2016 CE315               | 28 febbraio 2012  | Pan-STARRS          |
| 770970 | 2016 CJ316               | 9 marzo 2011      | Mount Lemmon Survey |
| 770971 | 2016 CT316               | 1 settembre 2013  | Pan-STARRS          |
| 770972 | 2016 CC317               | 30 aprile 2011    | Mount Lemmon Survey |
| 770973 | 2016 CF317               | 27 ottobre 2008   | Spacewatch          |
| 770974 | 2016 CK317               | 11 febbraio 2016  | Pan-STARRS          |
| 770975 | 2016 CC322               | 14 febbraio 2016  | Mount Lemmon Survey |
| 770976 | 2016 CV322               | 14 febbraio 2016  | Pan-STARRS          |
| 770977 | 2016 CA323               | 11 febbraio 2016  | Pan-STARRS          |
| 770978 | 2016 CE323               | 21 ottobre 2007   | Spacewatch          |
| 770979 | 2016 CQ329               | 9 febbraio 2016   | Pan-STARRS          |
| 770980 | 2016 CZ329               | 10 febbraio 2016  | Pan-STARRS          |
| 770981 | 2016 CV330               | 11 febbraio 2016  | Pan-STARRS          |
| 770982 | 2016 CO333               | 11 febbraio 2016  | Pan-STARRS          |
| 770983 | 2016 CP333               | 12 febbraio 2016  | Pan-STARRS          |
| 770984 | 2016 CM337               | 15 dicembre 2014  | Mount Lemmon Survey |
| 770985 | 2016 CQ337               | 11 febbraio 2016  | Pan-STARRS          |
| 770986 | 2016 CR337               | 5 febbraio 2016   | Pan-STARRS          |
| 770987 | 2016 CV337               | 6 febbraio 2016   | Pan-STARRS          |
| 770988 | 2016 CY337               | 10 febbraio 2016  | Pan-STARRS          |
| 770989 | 2016 CZ338               | 5 febbraio 2016   | Pan-STARRS          |
| 770990 | 2016 CG339               | 11 febbraio 2016  | Pan-STARRS          |
| 770991 | 2016 CX339               | 5 febbraio 2016   | Pan-STARRS          |
| 770992 | 2016 CS340               | 11 febbraio 2016  | Pan-STARRS          |
| 770993 | 2016 CW340               | 9 febbraio 2016   | Pan-STARRS          |
| 770994 | 2016 CR345               | 9 febbraio 2016   | Pan-STARRS          |
| 770995 | 2016 CC351               | 10 febbraio 2016  | Pan-STARRS          |
| 770996 | 2016 CE351               | 11 febbraio 2016  | Pan-STARRS          |
| 770997 | 2016 CK351               | 1 febbraio 2016   | Pan-STARRS          |
| 770998 | 2016 CQ351               | 5 ottobre 2013    | Pan-STARRS          |
| 770999 | 2016 CT353               | 5 febbraio 2016   | Pan-STARRS          |
| 771000 | 2016 CV356               | 11 febbraio 2016  | Pan-STARRS          |